# 瓦洛尔比凯
瓦洛尔比凯（法語：Valorbiquet，法語發音：[valɔʁbikɛ]）是法国卡尔瓦多斯省的一个市镇，属于利雪区。该市镇于2016年1月1日由原市镇拉沙佩勒伊翁、圣西尔迪龙斯赖、圣于连德马约、圣皮埃尔德马约与托尔杜埃合并而成，行政中心位于圣西尔迪龙斯赖。

## 地名
该地名“Valorbiquet”为“Val”（谷）与“Orbiquet”（奥尔比凯河）的连写，意即“奥尔比凯河谷”。

## 地理
瓦洛尔比凯（49°3'11"N, 0°17'52"E）面积28.66 平方千米，位于法国诺曼底大区卡爾瓦多斯省，该省份为法国西北部沿海省份，北濒大西洋英吉利海峡，东北与滨海塞纳省以海上边界相接，东临厄尔省，南至奧恩省，西与芒什省接壤。
与瓦洛尔比凯接壤的市镇（或旧市镇、城区）包括：普雷特勒维尔、利瓦罗派多日、圣日尔曼拉康帕尼、圣马丹德比安费特-拉克雷索尼耶尔、塞尔奈、库尔托讷双教堂村、圣但尼德马约、圣马丹德马约。
瓦洛尔比凯的时区为UTC+01:00、UTC+02:00（夏令时）。

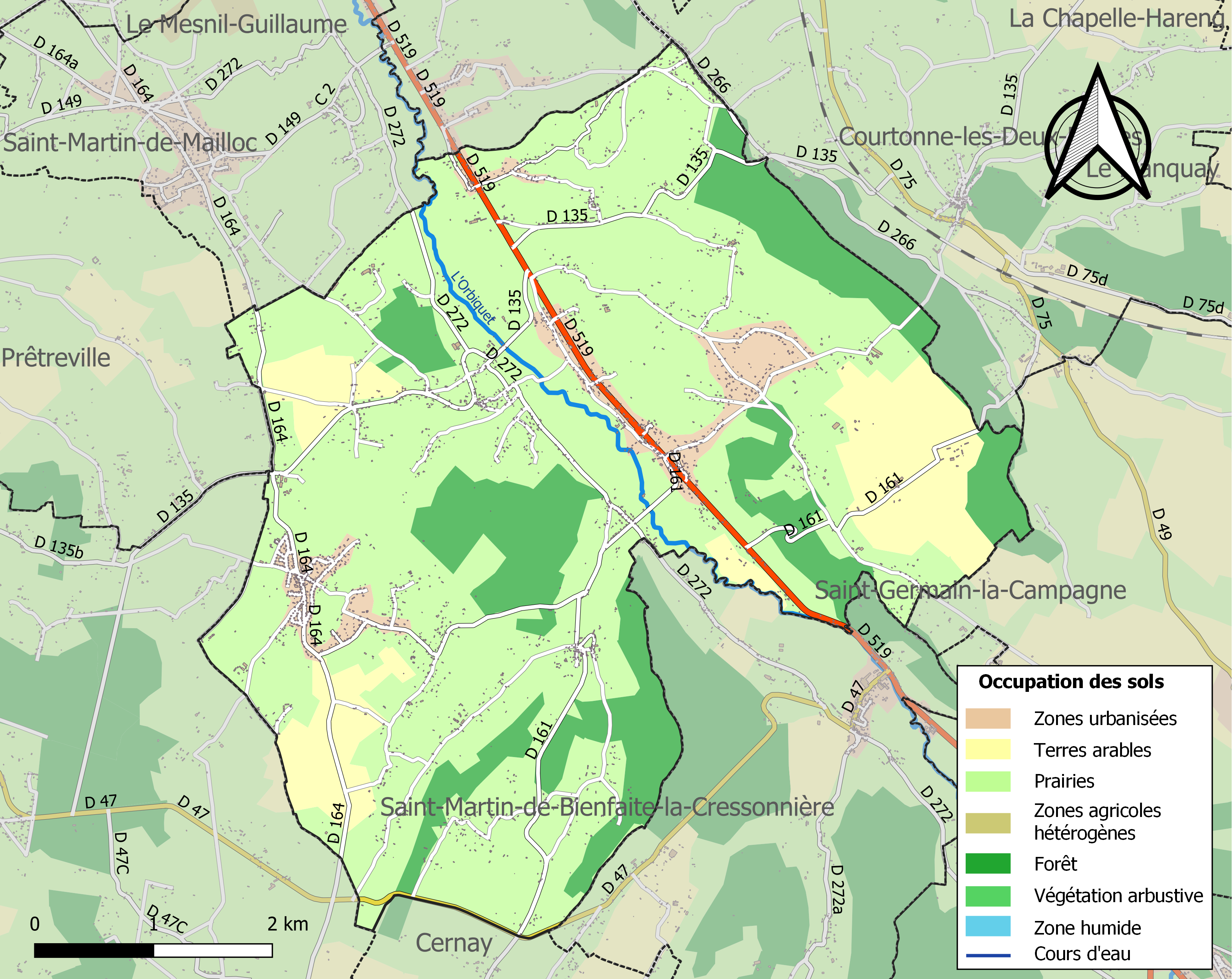
瓦洛尔比凯的OSM定位图

## 行政
瓦洛尔比凯的邮政编码为14290，INSEE市镇编码为14570。

## 政治
瓦洛尔比凯所属的省级选区为利瓦罗派多日县。

## 人口
瓦洛尔比凯于2022年1月1日时的人口数量为2465人。